# 天水小檗
天水小檗（学名：Berberis tianshuiensis）为小檗科小檗属下的一个种。

## 扩展阅读
- 維基物種上的相關：天水小檗